# Carmen Monné
Carmen Monné (Nueva York, c. 1895–San Sebastián, 1959) fue una intelectual y pintora española vinculada a la Generación del 98 y fue colaboradora de los trabajos artísticos de Ricardo Baroja.

## Biografía
Carmen Monné y el artista Ricardo Baroja se casaron en 1919, cuando ella era joven y él rozaba la cincuentena. Mantuvieron una colaboración personal y profesional a lo largo de su matrimonio. Les gustaba recibir a la intelectualidad del momento en su domicilio.
Pertenece a una saga familiar de destacada intelectualidad: Carmen Baroja era su cuñada, Pío Baroja era su cuñado, su sobrino Julio Caro Baroja fue antropólogo y su sobrino Pío Caro Baroja fue director de cine y escritor.

## Trayectoria
Desarrolló su carrera de pintora y además realizó colaboraciones para las obras que firmaba su marido, Ricardo Baroja.
Fue impulsora junto a Carmen Baroja de la asociación teatral El Mirlo Blanco, que con su teatro de cámara se dedicaba a la representación de piezas dramáticas en el propio domicilio familiar de los Baroja, situado en la calle Mendizábal, 24 de Madrid. Ambas compartieron este proyecto con familia y amistades como Valle Inclán, Azorín y Manuel Azaña. Sus amigas Isabel Oyarzábal y Magda Donato estrenaron allí El amor de D. Perlimplím en una adaptación que hizo Federico García Lorca de su obra para el teatro de cámara.
Apoyó la creación del Lyceum Club Femenino, que buscaba apoyos financieros. Monné propuso la realización de representaciones teatrales en El Mirlo Blanco a beneficio de la asociación y obtuvo éxito en su empeño gracias a sus dotes de relaciones públicas, a que recibía a la intelectualidad española de la época en su domicilio y a su creencia en la importancia de la solidaridad feminista para mejorar la situación de las mujeres.